# Colline du bouc
La colline du bouc (finnois : Pukinvuori) ou colline du château (finnois : Linnavuori) est une colline fortifiée située à Jämsä en Finlande,,.

## Présentation
Pukinvuori est située à 1,2 km au sud-est de l'église de Jämsä et à 250 mètres au sud du flanc sud de Hartusvuori.
Les pentes méridionales rocheuses et boisées de la montagne sont raides et abruptes. 
Il y a aussi une falaise séparée à l'est. Au nord de la falaise, au sommet d'une colline, se trouve un mur de pierre de 17 mètres de long.

## Fouilles
Le lieu a été étudié superficiellement en 1950 par Jouko Voionmaa et en 1988 par Jussi-Pekka Taavitsainen. 
En 1985, une poignée d'épée (enregistrée au Musée national de Finlande sous le numéro KM 24262) et des morceaux de cuivre et de fer ont été trouvés près d'un sentier proche de la colline.
La poignée d'épée était d'un type inconnu en Finlande, et ses équivalents les plus proches se retrouvent dans les pays baltes au tournant des XIe et XIIe siècles.
Cette trouvaille pourrait permettre de dater la fortification. Taavitsainen a réalisé une excavation expérimentale sur place en 1990. Au-dessous du versant nord-ouest de Linnavuori se trouve une source dont les bords sont soutenus par un cadre en rondins,.